# Ivan Angelov

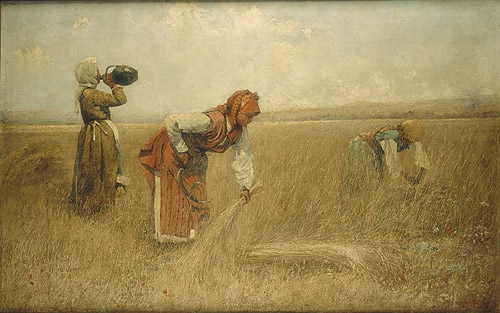
Ženci, asi 1905

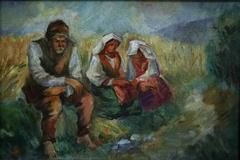
Odpočinek

Ivan Angelov Stojanov (18. dubna 1864 Brenica – 4. srpna 1924 Sofie) byl bulharský umělec, malíř, fotograf a pedagog, jeden ze zakladatelů bulharského výtvarného umění. V Bulharsku vyučoval malbu ve Slivenu, Plovdivu a Sofii. Některé z jeho obrazů jsou Sklizeň ve Slivenci, Kosáč, Ženci, Úroda, Bůh dal, Bůh vzal, Luky, Přísaha zpytování skrze okolní lidi, Suché vrby a další.

## Životopis
Narodil se ve vesnici Brenica v roce 1864. V roce 1881 studoval na Umělecké škole v Mnichově. Od roku 1912 byl členem Společnosti pro zachování umění v Bulharsku a Ladské unii. Přednášel na Akademii umění v Sofii.

## Dílo
GHG Plovdiv
- U fontány, 105/63, podpis chybí, Městská umělecká galerie, Plovdiv[1]
- Sběračka sena, 60/49, podpis chybí, Městská umělecká galerie, Plovdiv[1]

NHG Sofia
- Ženci. 1905 Národní galerie umění, Sofie
- Fazolová větvička. 1919[2]